# 賈履中
賈履中（？—？），原名履道，字坦之，號櫟園，山西太平（今襄汾）人，清朝政治人物，進士出身。
乾隆五十九年（1794年）中甲寅恩科鄉試第一名舉人（解元）。嘉慶四年（1799年）登己未科二甲進士，官至寧夏府知府，署鞏秦階道。